# Georgi Toutev
Georgi (Ivanov) Toutev (født 23. august 1924 i Sofia, Bulgarien - død 13. september 1994) var en bulgarsk komponist og dirigent af tysk afstamning.
Toutev studerede komposition på musikkonservatoriet i Moskva hos bl.a. Jurij Sjaporin. Han studerede senere komposition, klaver og direktion hos Lubomir Pipkov og Veselin Stojanov i Bulgarien.
Georgi Toutev har skrevet 2 symfonier, orkesterværker, kammermusik, instrumentalmusik for mange instrumenter etc. Toutev var også ansat på bulgarsk radio som dirigent og teknikker.

## Udvalgte værker
- Symfoni nr. 1 (1959) - for orkester
- Symfoni nr. 2 "Variationer" (1969-1972) - for orkester
- Lopanskys skov legende" (1951) (symfonisk digtning) - for orkester
- "Længsel efter en tabt harmoni" (1979-1982) - for strygerorkester
- "Oprøret mod Avrora" (19?) - for orkester
- "JSB Mægling" (1992) - for kammerorkester